# Lieu-dit

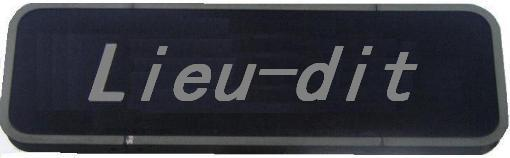
Vormgeving van de in Frankrijk gebruikte informatieborden geplaatst bij een lieu-dit

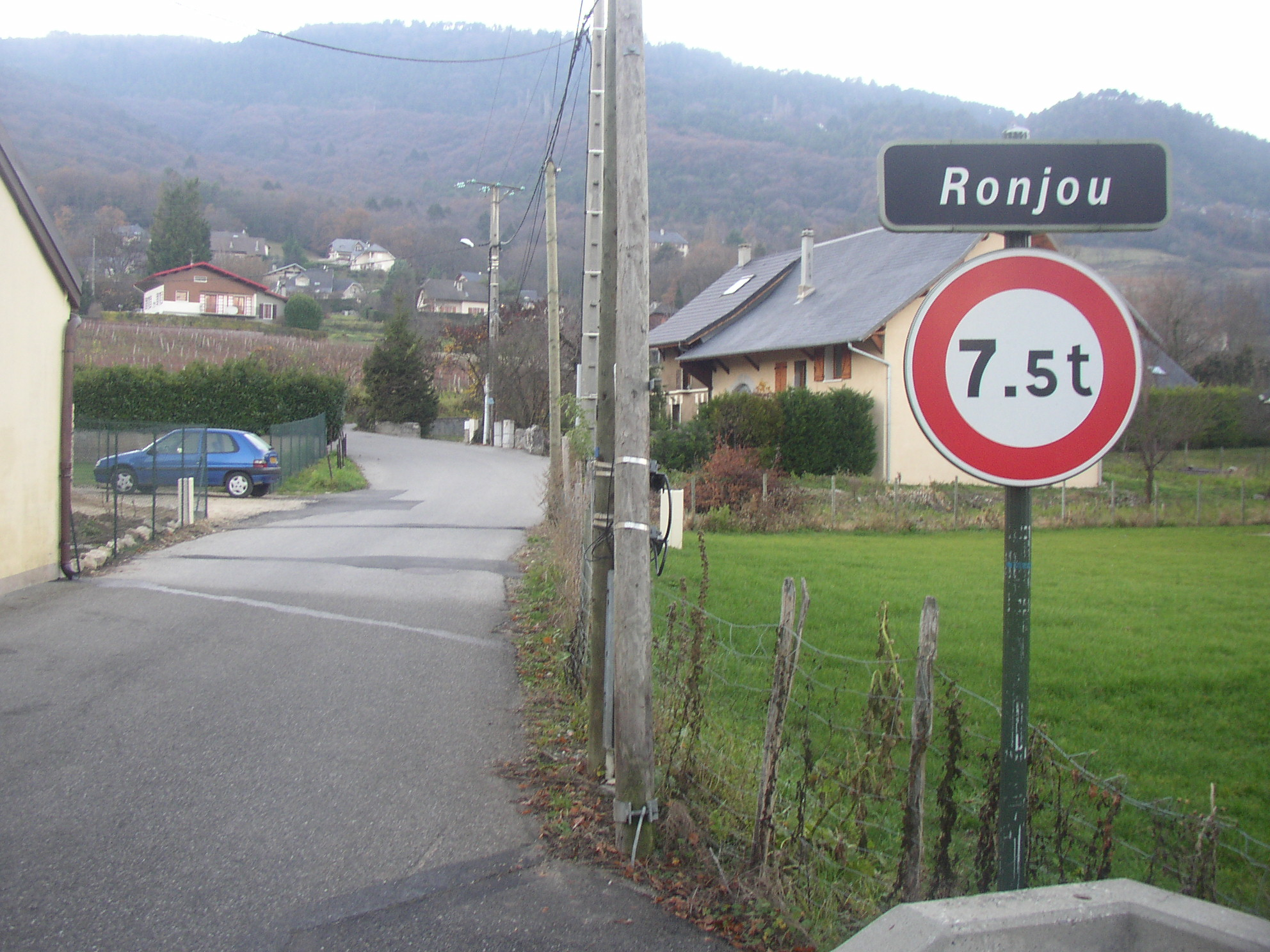
Lieu-dit Ronjou, een gehuchtje van Saint-Baldoph in Savoie

Een lieu-dit is een in Frankrijk en andere Franssprekende landen of gebieden gebruikelijke benaming van een plaats van beperkte grootte, een buurt of wijk, een gehucht of een kleine kern van een paar huizen, waar de uit traditie ontstane naamgeving dikwijls refereert aan een van de oude bewoners of bezoekers, of aan een kenmerkende geografische eigenschap van de plaats. De term betekent "plaats genaamd" en daarachter komt de naam.

## Oenologie
In de oenologie wordt bij bepaalde wijnen de lieu-dit van productie eveneens vermeld. Lieu-dit betekent in deze context een afgebakend deel van een wijngaard en is synoniem met de (eveneens Franse) term "climat". De term wordt vooral gebruikt bij de grand cru's van de Bourgogne en Elzas. In de Bourgogne bestaat de wijngaard Corton bijvoorbeeld uit de lieu-dits Les Pougets, Les Languettes, Le Corton, Les Renardes, Les Grèves, Le Clos du Roi en andere. In de Elzas is het plaatsen van de lieu-dit op het etiket bij een grand cru verplicht.